# 可彎砂岩

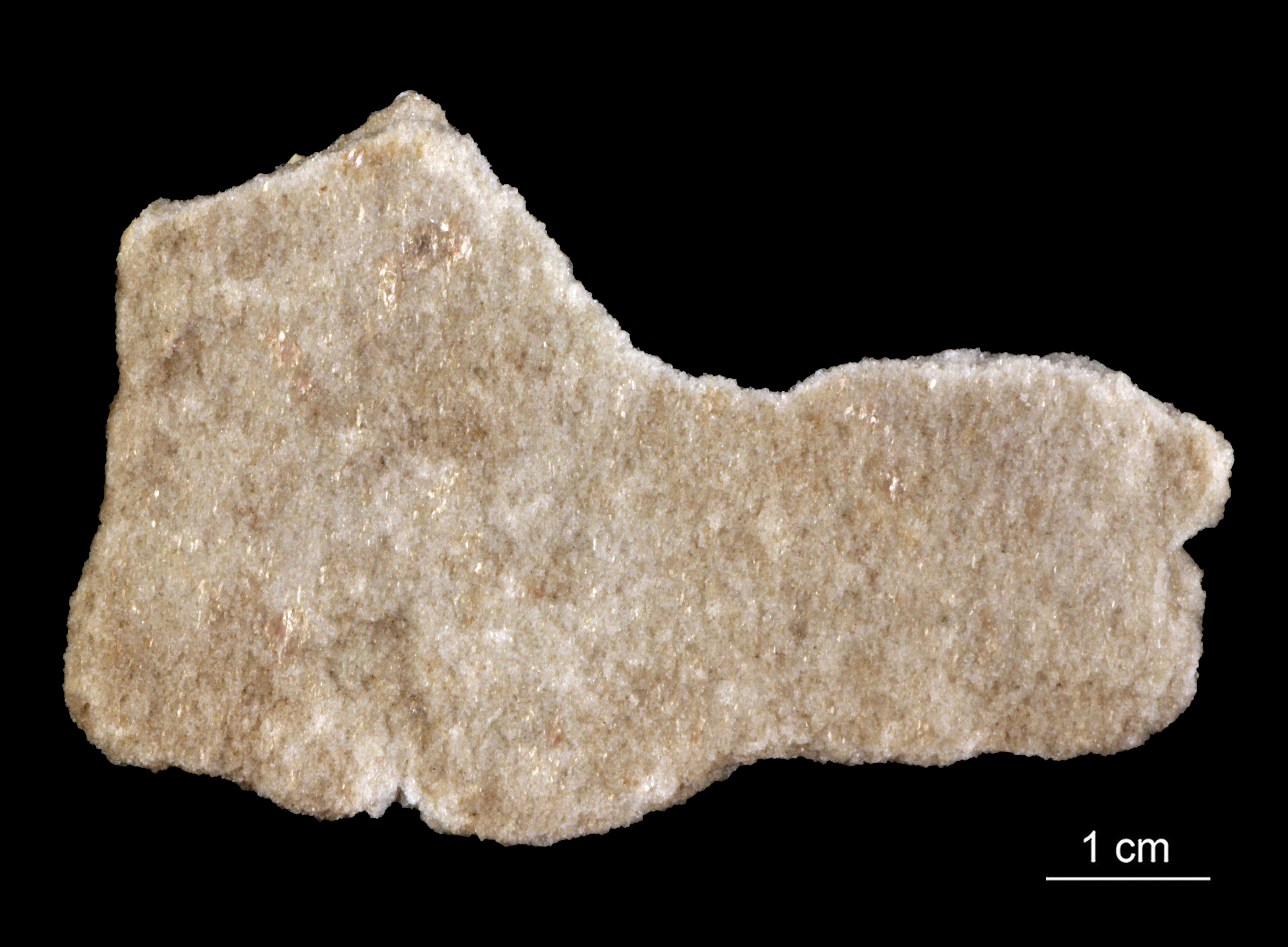
可彎砂岩

可彎砂岩（英語：Itacolumite）
是一種天然的多孔黃色砂岩，在切割成較薄的板片時具有柔韌性。 標準產地在巴西米納斯吉拉斯州南部的 Itacolumi，因此而被命名它的名字。 其他產地在於印度哈里亞納邦的 Charkhi Dadri 區的Kaliana 村.，美國的佐治亞州以及北卡羅來納州的 Stokes 和 McDowell 縣。 它是柔性砂岩中最好和最廣為人知的例子，巴西米納斯吉拉斯地區也是發現的鑽石產地。
在可彎砂岩的裂開面上，可以看到綠色雲母鱗片，但事實上，該岩石似乎是由石英組成的。 一塊 30-60 厘米長、幾厘米厚的岩石板片，由兩端支撐，它會因自身重量而逐漸彎曲。 如果然後將其翻轉，它會向相反方向彎曲變直。 一兩毫米厚的該岩石薄片可以在手指之間彎曲，也會發出吱吱作響的聲音，但只有整個岩石的一小部分，才具這種特性的標本。

### 彎曲性成因
石英砂粒之間的雲母片曾經被建議是彎曲性成因。因爲雲母片可能讓相鄰石英晶粒之間進行一定量的移動。 但更可能的原因是岩石的多孔特性以及各個顆粒之間的互鎖連接。 孔隙率允許孔隙間運動，而鉸鏈狀的顆粒連接讓它們固定在一起，不產生位移。
風化作用也能造成彎曲性。風化作用能去除原始岩石的基質成分，而造成孔隙。部分孔隙被後期二氧化矽充填，也連接相鄰顆粒之間的不規則表面，使它們互鎖 結合在一起。 大多數已知的可彎砂岩是細粒度的。 據說它們在乾燥一段時間後會失去彎曲性，這可能是由於間隙物質的硬化，但也有在乾燥環境中，可彎砂岩能保存多年的這種特性。